# Dilgry River
Der Dilgry River ist ein Fluss im Osten des australischen Bundesstaates New South Wales.
Er entspringt im nördlichen Teil des Barrington-Tops-Nationalparks unterhalb Thunderbolt Lookout. Von dort fließt er nach Osten und mündet an der Ostgrenze des Nationalparks in den Cobark River.